# Konstantin Popov
Konstantin Popov (* 1958 in Charkow, Sowjetunion) ist ein russisch-deutscher Gitarrist auf der Klassischen Konzertgitarre.

## Leben

### Ausbildung
Popov studierte Klassische Konzertgitarre zunächst von 1975 bis 1981 an der Leningrader Musikhochschule und später von 1983 bis 1988 am Konservatorium in Lwiw.

### Spieltechnik und Spezialisierung
1979 begann Popov, seine wohl einzigartige 10-Finger-Technik zu entwickeln: Er spielt mit dem Daumen der linken Hand permanent am Griffbrett; falls erforderlich, benutzt er auch den kleinen Finger der rechten Hand. Diese Spieltechnik ist einzigartig und erlaubt es ihm, die Stücke in den jeweiligen Originaltonarten zu spielen, ohne sie für die Wiedergabe auf der Gitarre in andere Tonarten transponieren zu müssen. Durch diese innovative Technik hat er der klassischen Gitarre grundlegend neue Interpretationsmöglichkeiten eröffnet.
Konstantin Popov selbst hat sich mit dieser Technik auf die Literatur von J. S. Bach spezialisiert, da es ihm so gelingt, viele eigentlich für Tasteninstrumente komponierte Stücke originalgetreu von den Originalnoten zu spielen.
Seine Bandbreite reicht über russische Roma-Folklore und jüdischen Klezmer bis zu internationaler Weltmusik.

### Internationale Auftritte
Auftritte als Solist erfolgten von Russland über Polen, Finnland, Österreich, Deutschland bis in die Schweiz.

### Privat
Konstantin Popov ist verheiratet und Vater von zwei Töchtern. Er lebt mit seiner Familie in Berlin.